# King of the Lumberjacks
King of the Lumberjacks é um filme de faroeste estadunidense dirigido por William Clemens e estrelado por John Payne, Gloria Dickson e Stanley Fields. Foi lançado em 13 de abril de 1940, pela Warner Bros. Pictures.

## Elenco
- John Payne como James 'Jim' 'Slim' Abbott
- Gloria Dickson como Tina Martin Deribault
- Stanley Fields como Dominic Deribault
- Joe Sawyer como Jigger, lenhador
- Victor Kilian como Joe
- Earl Dwire como Dr. Vance
- Herbert Heywood como Laramie, engenheiro do trem
- G. Pat Collins como Sr. Gregg, oficial de condicional
- John Sheehan como Barman
- Pat West como Garçom
- Nat Carr como 'Shorty', Garçom
- Jack Mower como 'Red', motorista do caminhão
- John 'Skins' Miller como 'Cooky', cozinheiro do acampamento